# Marque blanche
Ne doit pas être confondu avec marque franche.
Une marque blanche est un service ou un produit conçu par une entreprise (le producteur), que d'autres entreprises (les « distributeurs ») reprennent à leur compte et commercialisent sous leur propre marque.
Il s'agit donc d'un mécanisme commercial de mise à disposition d'outils ou de produits, sans citer la marque ni l'origine de l'information transmise. L'entreprise qui fournit un produit en marque blanche à une autre société est souvent appelée Original Design Manufacturer. On peut parler de marque grise ou de marque franche lorsque les produits ou services vendus révèlent leur véritable origine au consommateur.

## Histoire
L'expression « marque blanche » fait référence à l'utilisation de fonds vierges blanc pour les emballages de certains produits distribués en marque blanche. Les revendeurs peuvent personnaliser ces emballages avec leur propre présentation commerciale. Ce procédé a été à l'origine utilisé pour promouvoir les vinyles : des copies munies d'un macaron central vierge étaient régulièrement distribuées à des fins promotionnelles auprès de certains DJ et radios influents, avant la sortie publique, pour estimer le succès potentiel des morceaux et ainsi mieux évaluer les quantités à produire. Le procédé s'est ensuite généralisé aux emballages, les produits eux-mêmes ainsi que les services, puis a conquis les espaces numériques avec le développement d'internet[réf. nécessaire].

## Exemples
La distribution en marque blanche est une technique commerciale très utilisée pour écouler à grande échelle des produits génériques, dans le cadre de la production en série : des biens électroniques aux applications web en passant par les produits de consommation courante (alimentaire, hygiène…).

### Smartphones
Un Original Design Manufacturer, souvent un constructeur chinois, fournit des smartphones en marque blanche aux opérateurs mobiles d'autres pays, ces derniers pouvant personnaliser le produit sur son aspect visuel (couleur, logo), logiciel (applications issues généralement d'un système d'exploitation mobile open source, services natifs) et branding (nom du produit) et valoriser ainsi leur propre marque.

### Logiciels
Certains logiciels commercialisés sous le nom d'un éditeur connu sont conçus par des entreprises qui souhaitent profiter de la notoriété et de la puissance commerciale de l'éditeur. Exemple : MS-DOS vendu par IBM sous le nom de PC-DOS[réf. nécessaire].

### Grande distribution
Les produits commercialisés sous le nom des grandes enseignes (produits génériques) sont souvent fabriqués par des tiers et illustrent ainsi ce principe.

### Sites web
La marque blanche est très répandue dans le milieu du web : des applications web telles que le support client, la gestion d'email ou de boutiques en ligne, nécessitant un gros investissement technique, sont développées par un prestataire spécialisé puis habillées aux couleurs d'une marque, dans le but d'offrir une expérience utilisateur et client intégrée.
De nombreux sites web proposent également des contenus ou des produits appartenant à d'autres sites, ce qui peut s'apparenter à une forme de distribution en marque blanche. Un certain danger réside dans le fait que l'internaute se sente dupe, pensant faire affaire avec un site et non avec un autre. Cette pratique commerciale permet néanmoins d'espérer des gains financiers sans avoir à se développer soi même, avec la possibilité d'offrir des prix plus serrés au consommateur. Les produits et services concernés sont très variés : sonneries de mobile, espaces de rencontres, lingerie, vêtements, ou même information.